# Bomber's Moon
Bomber's Moon és una  pel·lícula de propaganda estatunidenca dirigida per Edward Ludwig i Harold D. Schuster el 1943, produïda per la 20th Century Fox, basada en un serial no publicat per una revista, titulat Bomber's Moon de Leonard Lee.

## Argument
El capità Jeff Dakin (George Montgomery) cau en paracaigudes sobre Alemanya en ser abatut el seu avió. Empresonat en un campament, Dakin conspira amb Alexandra "Alec" Zorich (Annabella), una bonica doctora rusa, i el capità Paul Husnik (Kent Taylor), un txec dirigent de la resistència, per organitzar una fugida. Ho fan durant un bombardeig i fan via cap a un lloc segur, però el txec no és el que sembla.
Husnik és realment l'oficial de la Gestapo Paul van Brock, que vol atrapar Alec perquè el porti fins als dirigents del moviment txec clandestí. Un cop mort el dirigent clandestí, van Brock crida la Gestapo, però Dakin el guanya i fuig, juntament amb Alec. Arribant a Holanda, Dakin s'entera que el seu bombarder ha estat reparat, amb els nazis que planegen un vol misteriós a Anglaterra. Disfressat de soldat alemany, Dakin descobreix l'assassí del seu germà, un major, Von Streicher (Martin Kosleck), que és el pilot de l'aeronau d'una missió per matar el primer ministre Winston Churchill. Robant una aeronau alemanya, Dakin es cobra la seva venjança en fer caure Von Streicher. Aterrant a Anglaterra, es reuneix amb Alec, que ja hi ha arribat.

## Repartiment
- George Montgomery: capità Jeffrey Dakin
- Annabella: Tinent Alexandra Zorich, MD
- Kent Taylor: capità Paul von Block
- Robert Barrat: Ernst

## Producció
Tot i que amb una producció de pressupost baix, totalment filmada a l'estudi de la 20th Century Fox, un total de sis directors va treballar en la pel·lícula. Poc després de completar-la, George Montgomery es va allistar en el Cos d'Aire d'Exèrcit dels EUA i no va aparèixer en una altra pel·lícula fins a la producció de 1946 de 20th Century Fox Three Little Girls in Blue. L'actriu francesa Annabella també va rodar Tonight We Raid Calais (1943) i 13 Rue Madeleine (1947).

## Rebuda
Estrictament un film "B", Bomber's Moon no va ser ben rebuda. La ressenya contemporània a The New York Times succintament la tracta de "matussera" i "... Segon nivell de Hollywood."